# Neotheronia tacubaya
Neotheronia tacubaya är en stekelart som först beskrevs av Cresson 1874.  Neotheronia tacubaya ingår i släktet Neotheronia och familjen brokparasitsteklar. Utöver nominatformen finns också underarten N. t. compta.